# Dziewczyna z wiosłem

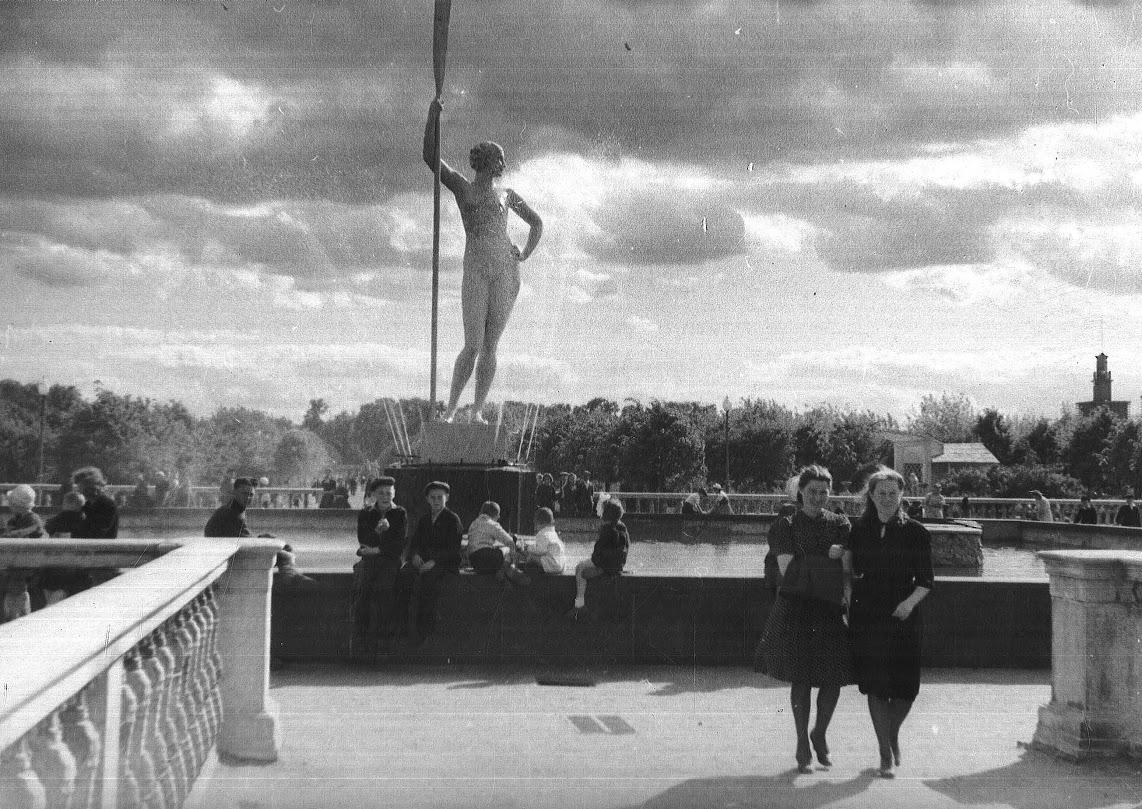
„Dziewczyna z wiosłem” w parku Gorkiego w Moskwie (1939)

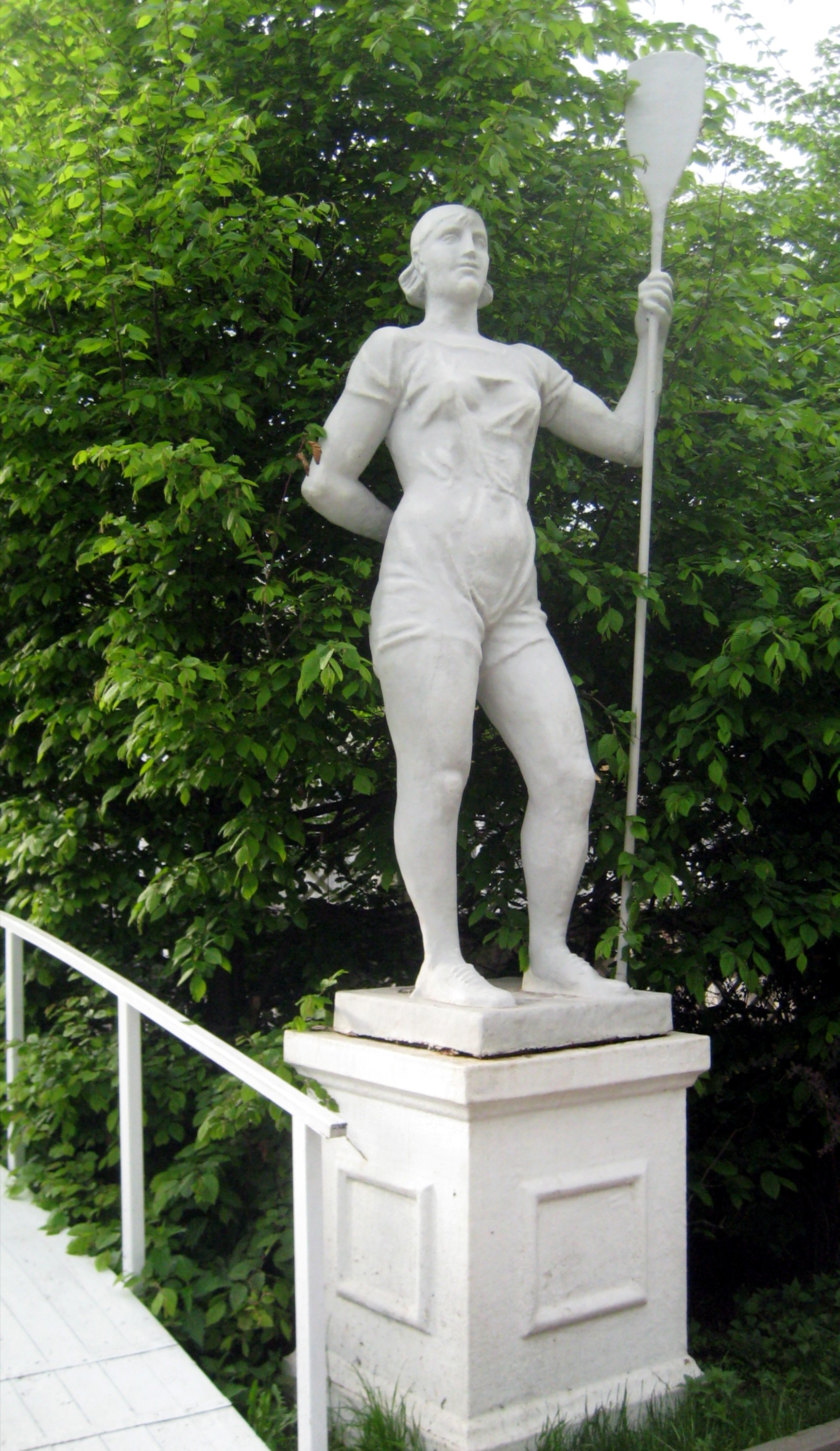
„Dziewczyna z wiosłem” w parku Gorkiego (2009)

Dziewczyna z wiosłem (ros. Девушка с веслом) – ogólna nazwa rzeźb wykonanych w różnych latach przez rzeźbiarzy Iwana Szadra i Romualda Iodkę, która stała się popularnym określeniem podobnych gipsowych posągów („socrealizm gipsowy”), zdobiących w czasach sowieckich parki kultury i rekreacji.

## Opis
Pierwsza rzeźba o wysokości 12 metrów została wykonana przez Iwana Szadra w 1935 roku. Miała ozdobić park Gorkiego w Moskwie. Krytycy zareagowali na dzieło z dużym dystansem, dlatego stała w parku niespełna pół roku, po czym została usunięta za „chłodny stosunek do formy i treści”; obecnie znajduje się w parku miejskim w ukraińskim Ługańsku. Niezrażony krytyką Szadr stworzył drugą wersję rzeźby, która tym razem była o 4 metry niższa, a jej postawa stała się bardziej swobodna. Dzięki przychylniejszym opiniom nowa wersja pozostała w Moskwie, ale została całkowicie zniszczona przez bezpośrednie trafienie bombą podczas II wojny światowej.  
Modelką która pozowała rzeźbiarzowi była Wiera Wołoszyna. Czując się skrępowana pozowaniem nago, nalegała, aby żona Szadra była obecna podczas pracy w atelier. Wołoszyna walczyła w czasie wojny, dostała się do niewoli i została powieszona przez Niemców.
Rzeźbiarz Romuald Iodko również zainspirował się pomysłem stworzenia wzorowej rzeźby do dekoracji parku, ale jego twórczość była mniej monumentalna, a bardziej „żywa”. Dziewczyna jest przedstawiona w sportowych szortach i biustonoszu kąpielowym, opiera się tylko na jednej nodze, druga jest lekko zgięta w kolanie, odchylona w bok. W ten sposób Iodce udało się uczynić rzeźbę bardziej „sportową”. 
Obydwaj autorzy starali się połączyć w swoich pracach ideę kobiecości i zdrowia, aktywności sportowej i delikatności. Stworzyli bardzo różne, ale połączone jedną ideą dzieła, które zdobiły sowieckie parki. Idealne postacie kobiece podkreślano precyzyjnymi kształtami wiosła (w rzeźbie antycznej był to wizerunek włóczni w rękach bogów lub bogiń). W twórczości Iwana Szadra można nawet dostrzec bezpośrednie zapożyczenie wyglądu postaci ze sztuki rzeźby antycznej.
Rzeźbiarze w całym Związku Sowieckim otrzymywali zamówienia na kopie i własne wersje „rzeźby młodego sportowca”. Większość prac była krytykowana za toporność i brak kobiecości. Z czasem „Dziewczyna z wiosłem” stała się symbolem złego smaku, z powodu przesadnie atletycznej sylwetki, braku wyrazu twarzy i formalnego podejścia do treści dzieła.